# Aspidaphis porosiphon
Aspidaphis porosiphon är en insektsart som beskrevs av Carl Julius Bernhard Börner 1950. Aspidaphis porosiphon ingår i släktet Aspidaphis och familjen långrörsbladlöss. Arten är reproducerande i Sverige. Inga underarter finns listade i Catalogue of Life.